# Jakymiwka (obwód winnicki)
Jakymiwka (ukr. Якимівка) – wieś na Ukrainie, w obwodzie winnickim, w rejonie winnickim, w hromadzie Oratów. W 2001 liczyła 1329 mieszkańców, wśród których 1327 wskazało jako ojczysty język ukraiński, a 2 rosyjski.